# Encoded Archival Context
Encoded Archival Context – Corporate bodies, Persons, and Families (EAC-CPF oder kurz EAC) ist ein Standard für eine XML-Struktur zur Kodierung von Meta-Informationen über die Herkunft (Provenienz) und Benutzungsgeschichte von Archivgut. Der Standard ist eine maschinenlesbare Umsetzung der Erschließungsnorm ISAAR(CPF). Erfasst werden können z. B. Metadaten über den Schriftgutproduzenten, die abgebende Behörde oder frühere Besitzer, die Umstände der Bestandsbildung, aber auch Angaben über Beziehungen zwischen dem im Bestand überlieferten Material und realen Personen, Organisationen oder Unternehmen. EAC-CPF wird in Ergänzung zur Encoded Archival Description (EAD) von der Society of American Archivists in Zusammenarbeit mit der Staatsbibliothek zu Berlin (SBPK) entwickelt. Ein analoger Standard für die Umsetzung der Erschließungsnorm ISDF zur Beschreibung von schriftgutbildenden Funktionen und Tätigkeiten von Akteuren befindet sich seit 2015 in Entwicklung.
EAC ist seit 2009 als XML Schema und RELAX-NG-Schema definiert, davor gab es seit 2005 einen Entwurf als DTD für XML und SGML.